# Generación de danzas
La Generación de danzas es una forma de clasificar las danzas argentinas, es parte de la clasificación de danzas de Carlos Vega la misma es en función de sus características de acuerdo de las distintas formas de danzas que llegaron a América y sus descendientes argentinas, la misma se utiliza para la enseñanza académica existen 5 generaciones:
- 1.ª Generación: (1530-) danzas picarescas; Gato, Triunfo, Escondido, Cueca, Zamba, Bailecito, Chacarera, etc.
- 2.ª Generación: (1710-1750) graves vivas; Minué, Cuando, Condición Sajuriana, etc.
- 3.ª Generación: (1710-1850) danzas de pareja interdependientes; Cielito, Pericón, Media Caña, etc.
- 4.ª Generación: (1804-1870) danzas de pareja enlazada; Ranchera, Chotis, Rasguido Doble, Valseado, etc.
- 5.ª Generación: (1913-) danzas modernas; Tango, Fox Trot, etc.